# Subsidència (atmosfera)
|  | Per a altres significats, vegeu «subsidència». |

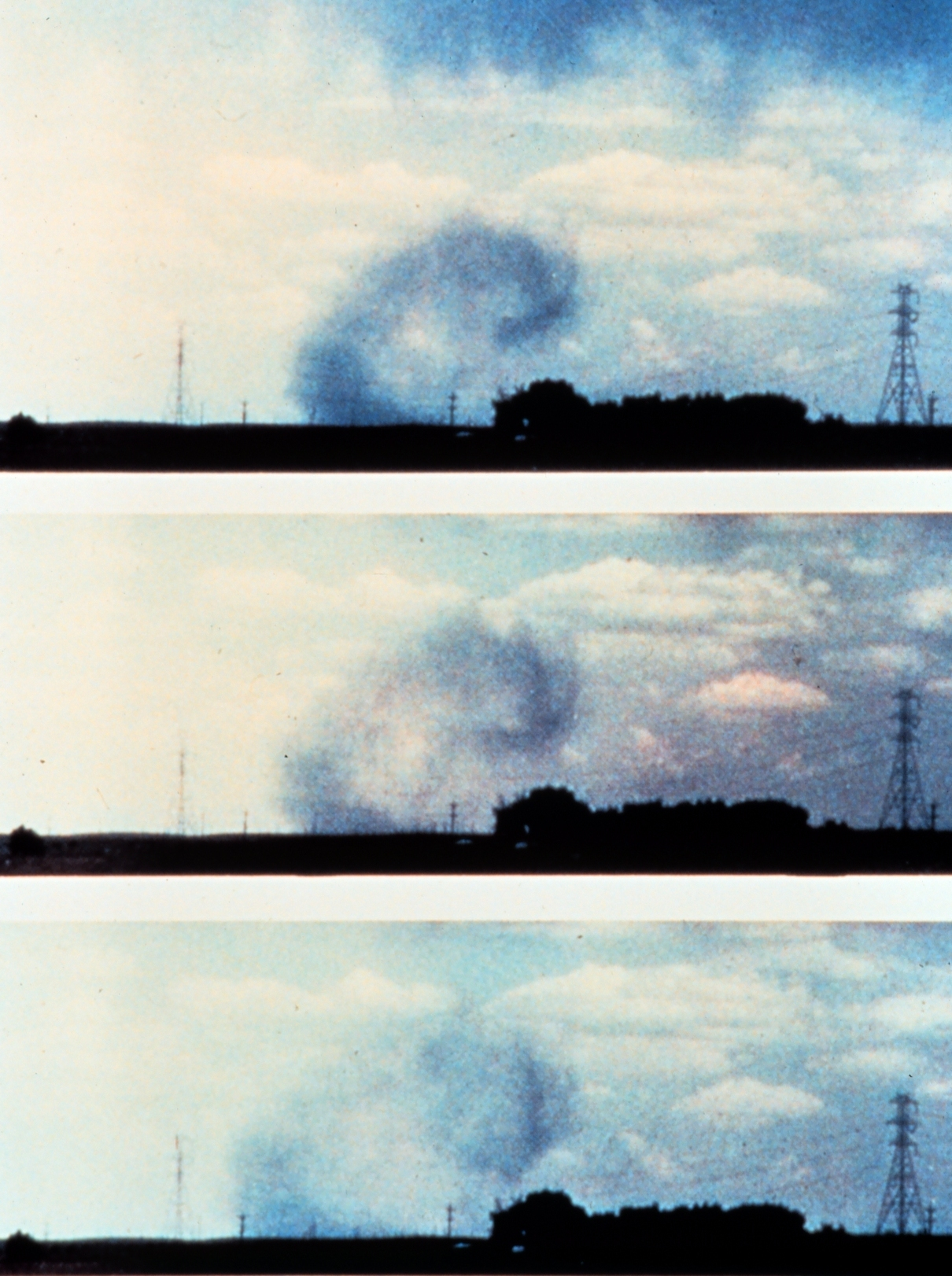
Ràfegues descendents en una tempesta

Subsidència és el desplaçament de l'aire cap al sòl dins l'atmosfera. En l'atmosfera terrestre és causada normalment per les baixes temperatures: quan l'aire es refreda passa a ser més dens i es desplaça cap al sòl, just quan l'aire passa a ser menys dens es desplaça cap amunt.
Es pot tractar d'un lent enfonsament d'una massa d'aire sobre una regió extensa anticiclònica o un descens ràpid d'una gota freda en un núvol convectiu. La subsidència està generalment acompanyada d'una divergència horitzontal de l'aire en les capes inferiors. L'aire en subsidència es comprimeix i es reescalfa i la seva estabilitat inicial ordinàriament augmenta. El fenomen invers és l'ascendència.
La subsidència generalment causa alta pressió atmosfèrica a mesura que més aire es desplaça en el mateix espai: Les zones d'altes pressions polars estan gairebé en subsidència constant, com en les latituds anomenades “del cavall” (en anglès:horse latitudes), i aquestes àrees de subsidència són la font de gran part del vents dominants del món. La subsidència també causa molts fenòmens meteorològics a petita escala, com la boira del matí. Una forma extrema de subsidència és l'esclafit o ràfega descendent (downburst), el qual pot produir un dany similar al d'un tornado. Una forma més suau de subsidència s'anomena ràfega vertical (downdraft).

## Temps associat

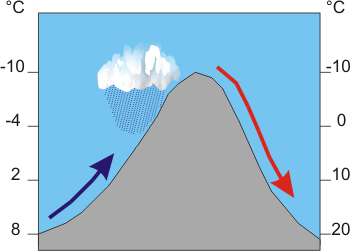
Subsidència orogràfica (fletxa vermella)

La subsidència a gran escala en els anticiclons assequen i estabilitzen la massa d'aire. En resulta una dissipació dels núvols i un cel clar. De nit, la subsidència augmenta l'efecte del refredament per radiació i dona inversió tèrmica i pot donar lloc a un augment de la contaminació.
La subsidència pot ser local com quan hi ha una tempesta i per exemple formar un front de ràfegues.
A escala intermècdia hi ha subsidència en l'efecte foehn i el vent catabàtic.

## Efecte de la subsidència en vol sense motor
La subsidència té un efecte negatiu, en general, en el vol lliure i el vol a vela. En regla general, la velocitat de caiguda de l'aeronau és igual a la velocitat de caiguda en l'aire estable més la velocitat de caiguda de la massa d'aire.
En vol de parapent els efectes de la subsidència poden ser forts 